# ヴェルナー・ヴォルフ・グラーザー
ヴェルナー・ヴォルフ・グラーザー（Werner Wolf Glaser、1910年4月14日 - 2006年3月20日）は、ドイツ出身のスウェーデンの作曲家。
ケルン出身。ケルン音楽大学でピアノ・指揮・作曲を学んだ後、ボンで芸術史を学んだ。さらにベルリンに出てパウル・ヒンデミットに作曲を師事し、また心理学の講座を受講した。1929年から1931年までケムニッツ歌劇場の指揮者を務めた後、1932年からはケルンの合唱団の指揮者となった。しかし1933年にナチス政権が成立すると、ユダヤ人であったグラーザーはパリへの亡命を余儀なくされた。その後、デンマークのリンビーに移住し、コペンハーゲンで民俗音楽学校の講師を務めた。1943年にスウェーデンに脱出し、1975年までヴェステロースの音楽学校で指導にあたった。
13曲の交響曲など多くのジャンルに作品を残し、作風にはヒンデミットの影響がみられる。

## 文献
- Richter, Otfried.  "Glaser, Werner Wolf", in Lexikon verfolgter Musiker und Musikerinnen der NS-Zeit, 2006. （ドイツ語）